# Нижча Дубечня
Ни́жча Дубечня́ — село в Україні, у Вишгородському районі Київської області. Розташоване на Десні.
Село межує з селами Новосілки та Вища Дубечня.
Через село проходить дорога Київ-Вишгород-Десна.
Село розташоване за 15 км від Вишгорода. В селі є кілька приватних підприємств, школа 1-3 ступенів, СВК Деснянський. У селі будуються котеджі та бази відпочинку. 

## Археологічні розвідки
Біля Нижчої Дубечні у урочищі Печах виявлено поселення неолітичного часу (IV—III тис. до. н. е.), в урочищі Погоні — поселення доби бронзи (II тис. до. н. е.).

## Історія
Назва села походить від розповсюдження великої кількості дубових насаджень в цих місцях, що й стало причиною найменування села, а частка "Нижча" походить від знаходження течії, яка проходить нижче  Десни.
Перша згадка про селище Нижча Дубечня належить до 1552 року. Тоді у тут налічувалося 7 дворів. Жителі платили данину Києво-Печерській лаврі.
За Гетьманщини селище Нижча Дубечня входило до складу Гоголівської сотні Київського полку.
За описом Київського намісництва 1781 року в Нижчій Дубечні було 17 хат. За описом 1787 року в селі проживало 90 «казених людей».
З 1781 року Нижча Дубечня у складі Остерського повіту Київського намісництва, пізніше у складі того ж повіту Чернігівської губернії.
У 1786 році Нижчу Дубечню передано державі.
У 1834 році у селі було 392 мешканця. Селяни займалися землеробством, скотарством та рибальством. Після великої води у 1845 році почалося переселення із Старого Села на нове місце - у межі сучасного.
За даними на 1859 рік у казенному селі Нижча Дубечня (Бубешня) Остерського повіту Чернігівської губернії мешкало вже 572 особи (276 чоловічої статі та 296 — жіночої), налічувалось 97 дворових господарств.
Станом на 1886 рік у колишньому державному селі Жукинської волості мешкало 728 осіб, налічувалось 144 дворових господарства, існував постоялий будинок.
За переписом 1897 року кількість мешканців зросла до 1278 осіб (593 чоловічої статі та 685 — жіночої), з яких 1269 — православної віри.
Радянська влада була встановлена у селі 1919 року.
З 1941 по вересень 1943 року село було окуповане німецькими військами. За роки війни загинуло 467 осіб. Вивезено до Німеччини на примусові роботи 237 осіб, інакше загиблих було б значно більше.
Після війни село відродилося.

## Населення

### Мова
Розподіл населення за рідною мовою за даними перепису 2001 року:
| Мова            | Кількість | Відсоток |
| --------------- | --------- | -------- |
| українська      | 1298      | 97.59%   |
| російська       | 31        | 2.33%    |
| інші/не вказали | 1         | 0.08%    |
| Усього          | 1330      | 100%     |

## Галерея

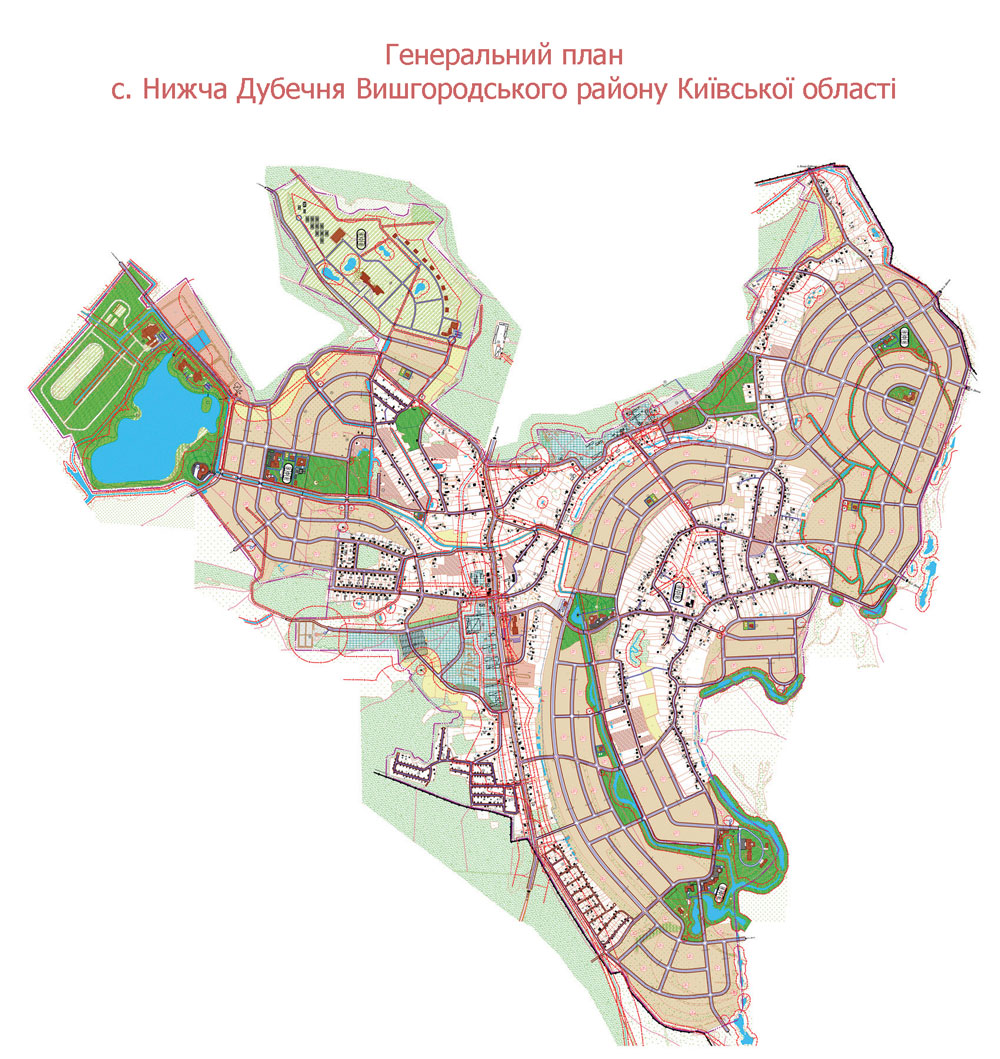
Генеральний план с. Нижча Дубечня Вишгородського району Київської області
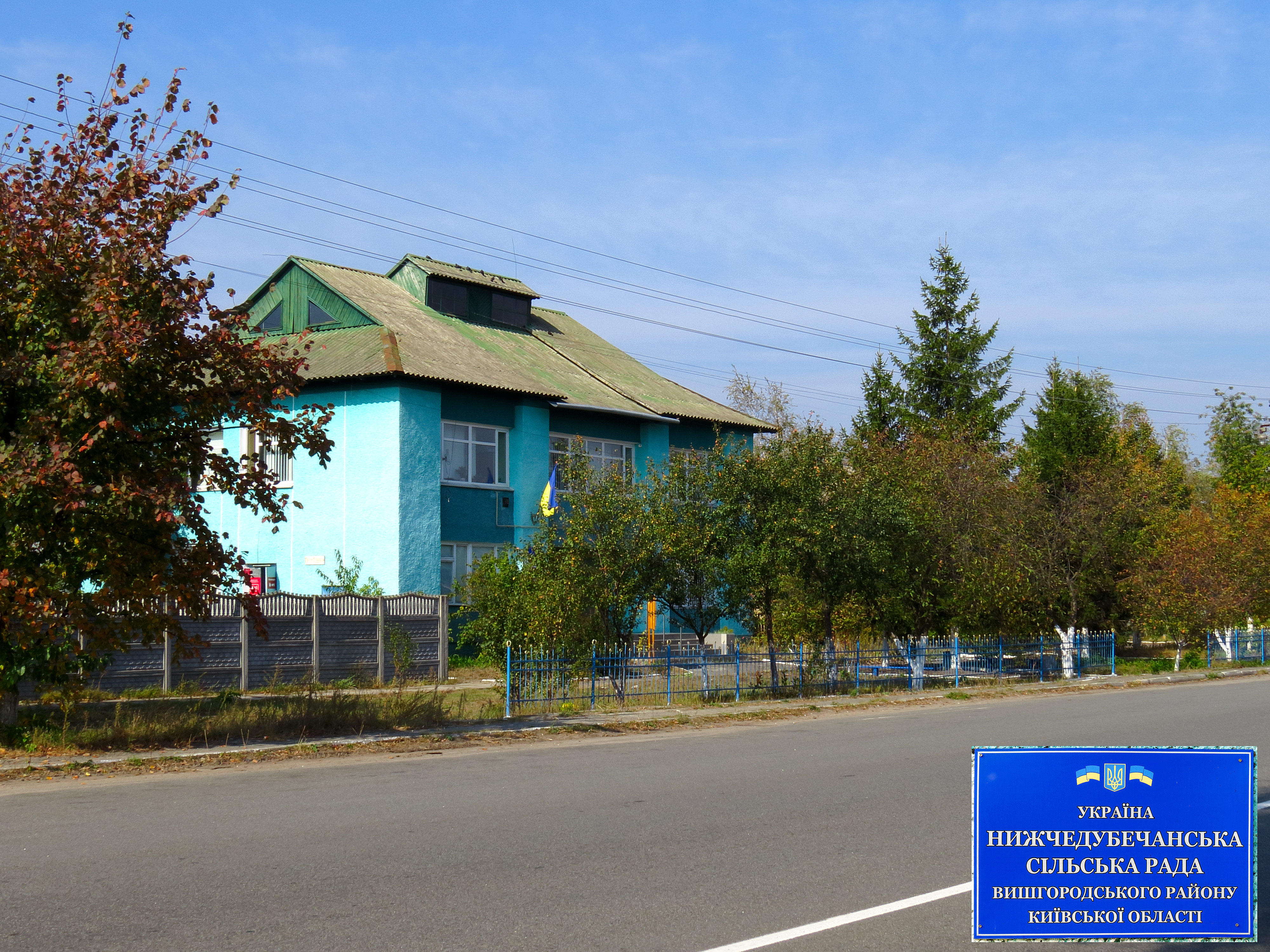
Сільрада
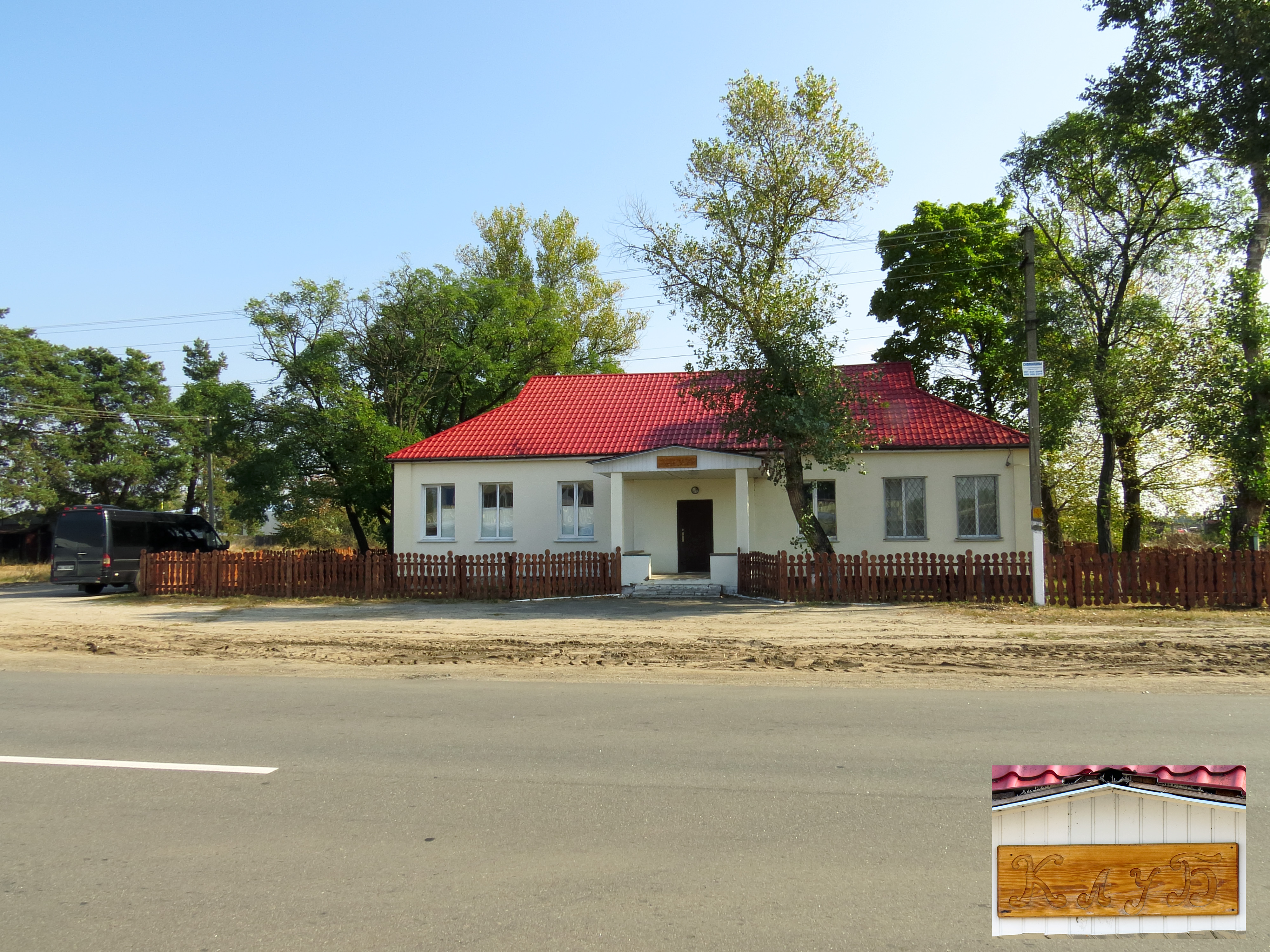
Клуб
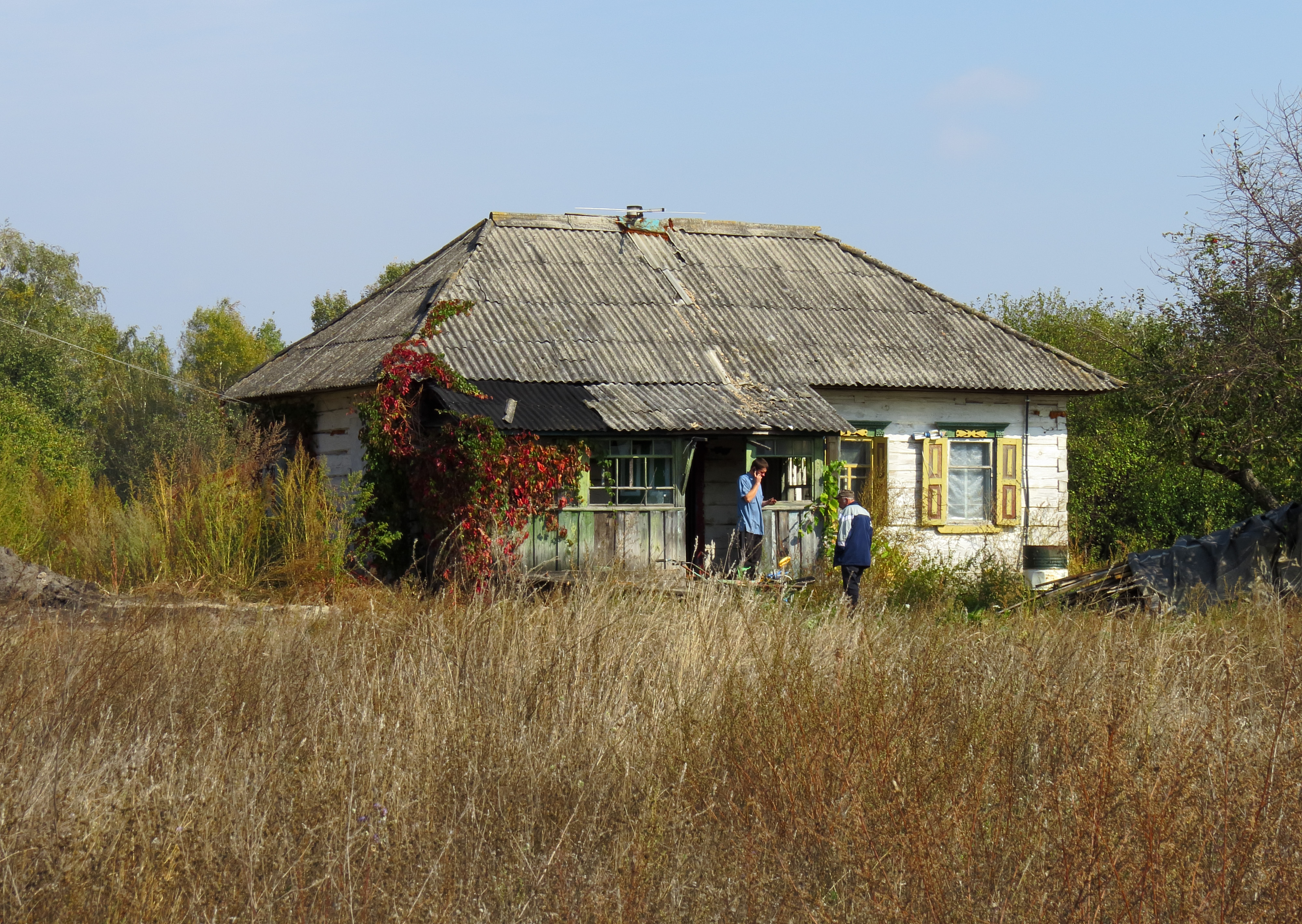
Хата
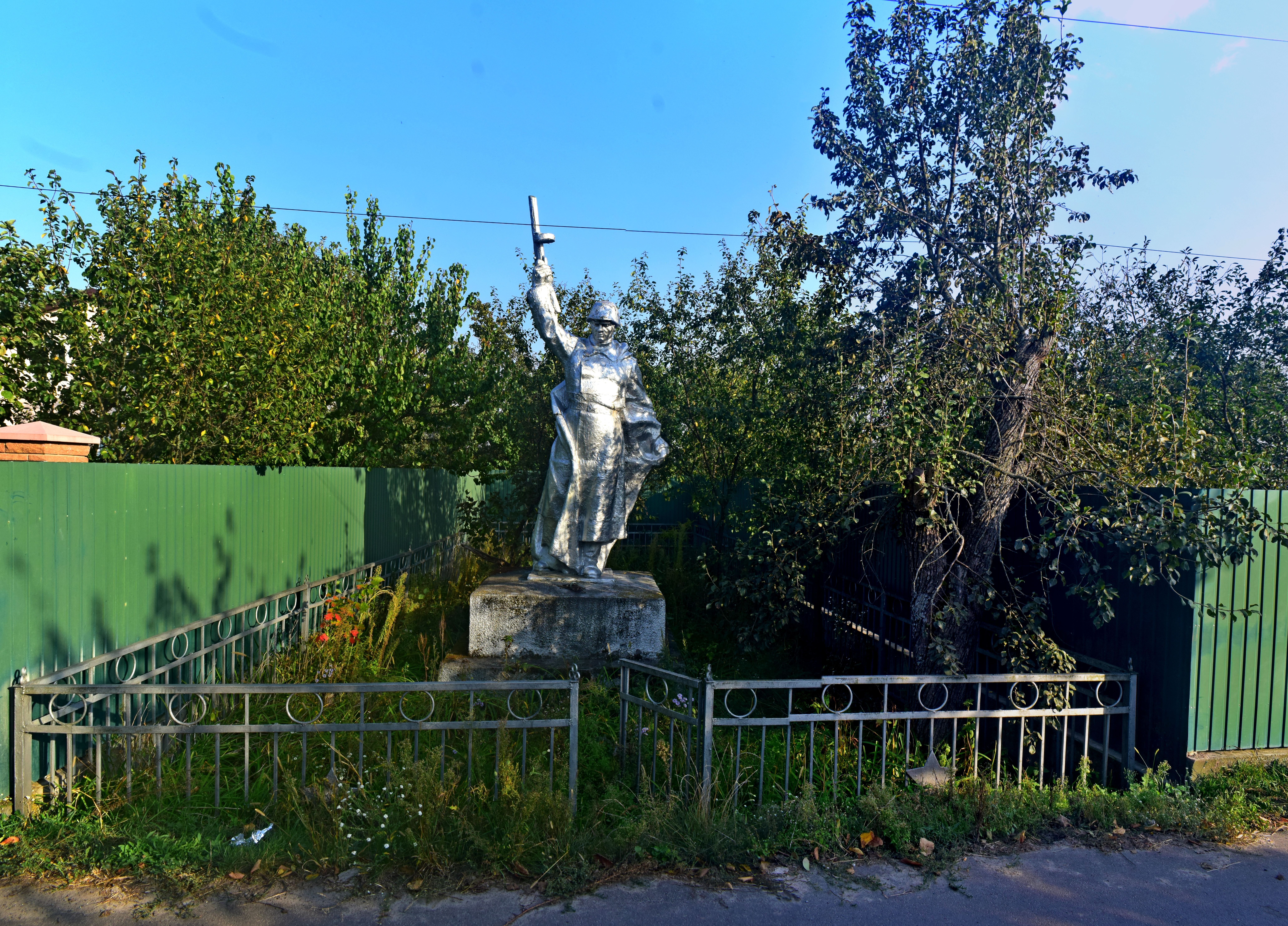
Братська могила радянських воїнів
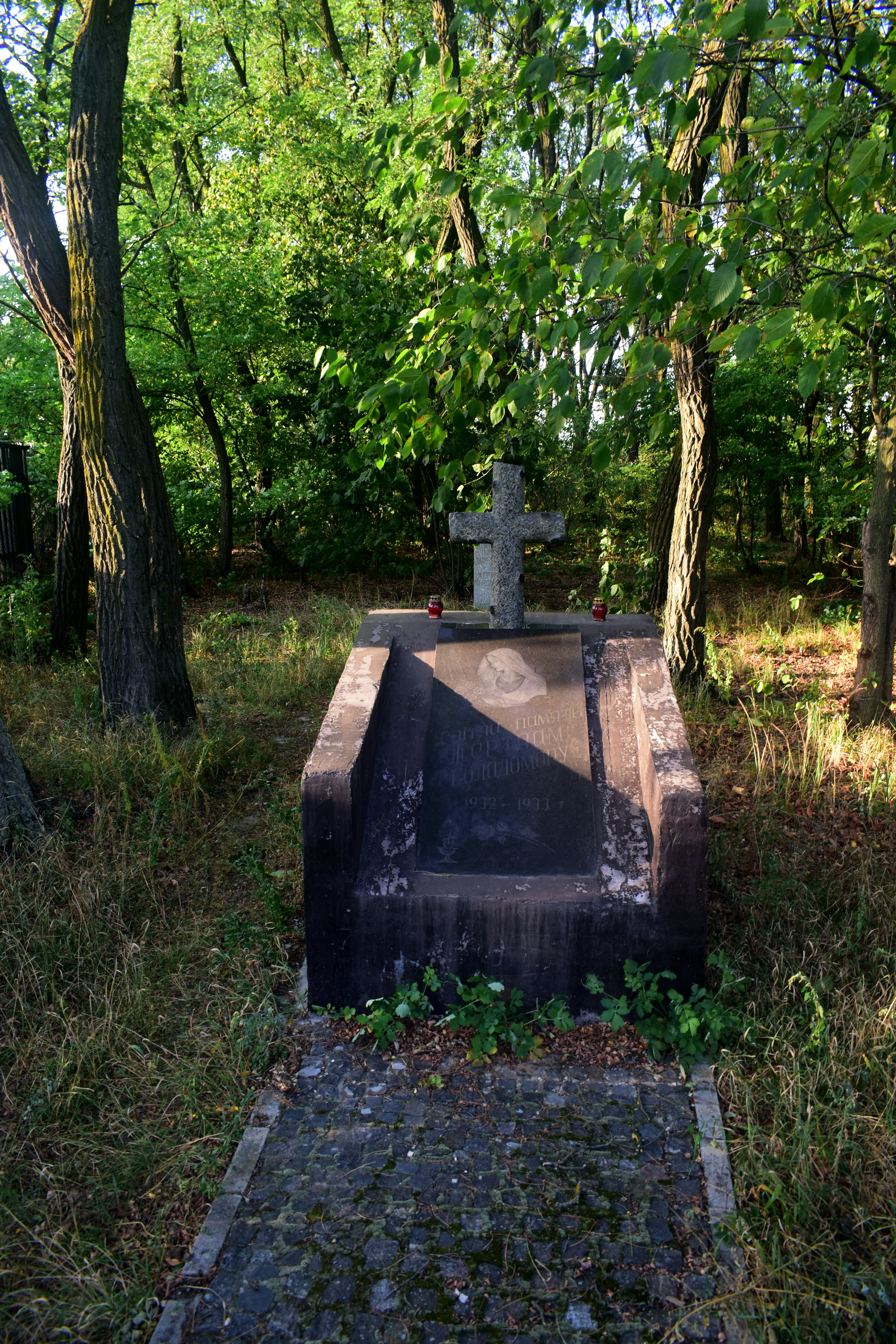
Пам’ятний знак жертвам Голодомору